# Belmonte (cartunista)
Benedito Carneiro Bastos Barreto, mais conhecido como Belmonte (São Paulo, 15 de maio de 1896 — 19 de abril de 1947) foi um caricaturista, pintor, cartunista, cronista, escritor e ilustrador brasileiro.

## Biografia
Belmonte nasceu no bairro do Brás, em São Paulo, em 1896. Seu pai era João Carneiro Bastos Barreto, médico de profissão, que morreu quando Belmonte tinha 2 anos, momento em que a família passou a ter várias dificuldades financeiras. Sua mãe, entretanto, nunca descuidou da educação dos filhos. Ele foi matriculado na Escola Modelo, transferindo-se depois para o ginásio Macedo Soares e depois para o Instituto de Ciências e Letras.
Após concluir seus estudos no instituto matriculou-se na Faculdade de Medicina da Rua Brigadeiro Tobias, onde ficou pouco tempo. Em 1914, ele conseguiu publicar pela primeira vez um desenho seu na revista Humorística Rio Branco. Publicou charges em várias revistas satíricas de baixa circulação, como O Pirralho, fundada por Oswald de Andrade em 1911.

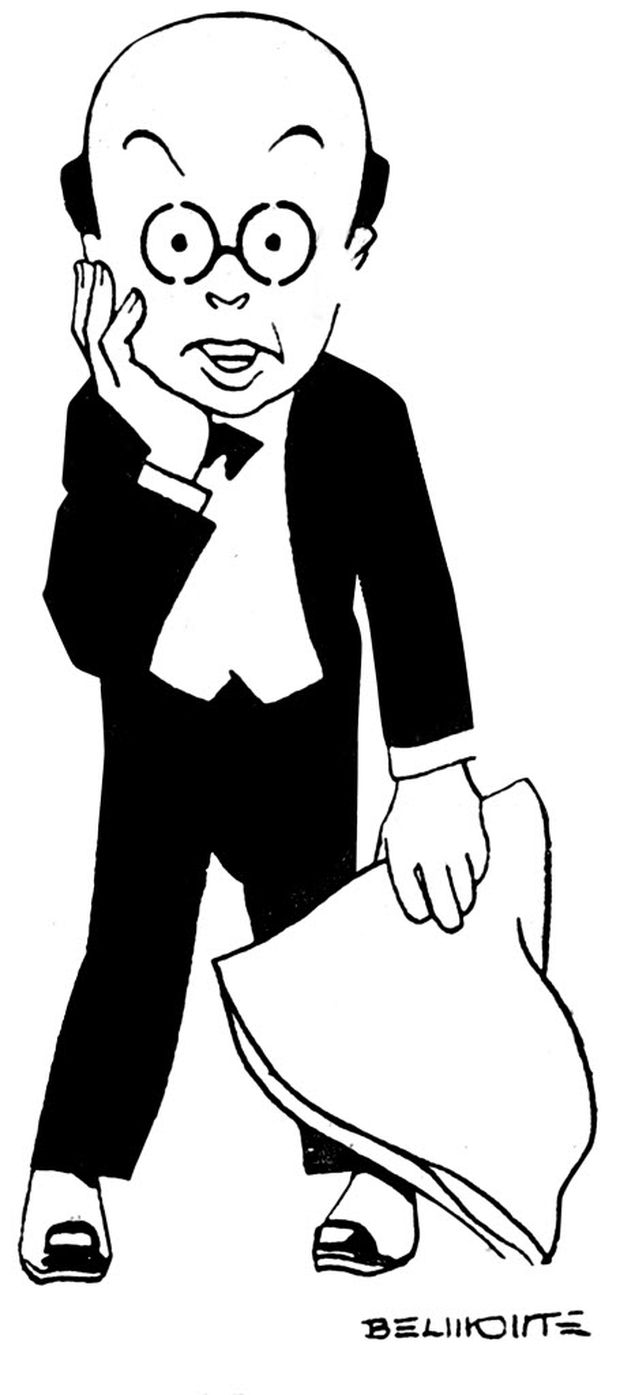
Juca Pato, personagem de Belmonte.

Foi o criador da personagem "Juca Pato": careca "por tanto levar na cabeça", cujo lema era "podia ser pior", e que encarnava as aspirações e frustrações da classe média paulistana. Inconformado, sintetizava a figura do homem comum, trabalhador, honesto, acossado pela burocracia, pelo aumento do custo de vida e pela corrupção. Numa época pré-merchandising, Juca Pato estampou carteiras de cigarros, cadernos escolares, balas, água sanitária, marchinhas de carnaval, além do bar Juca Pato, ponto de encontro de intelectuais e artistas. Por último, virou troféu entregue ao "intelectual do ano" pela União Brasileira de Escritores.
Em 1929 e 1930, o personagem "Juca Pato" fez sucesso na "Folha da Manhã", atual Folha de S.Paulo, com suas críticas a Getúlio Vargas e à Aliança Liberal. A Folha da Manhã apoiava o candidato Júlio Prestes. Com a vitória da Revolução de 1930, o jornal foi destruído (empastelado), só voltando a funcionar em 1931, com outra orientação política.
Em 10 de novembro de 1937, dia da instauração do Estado Novo, publicou uma charge em que Juca Pato lia trechos da constituição americana, tendo em segundo plano a Estátua da Liberdade. Posteriormente foi obrigado pelo DIP a tratar somente de temas internacionais. Voltou a tratar de Getúlio Vargas em seu trabalho somente após Eurico Gaspar Dutra assumir o poder. Fez as ilustrações da primeira edição do livro O Poço do Visconde, de Monteiro Lobato, publicado em 1937 e também dos demais livros escritos para o público infantil, até 1947.
Nessa época, Belmonte escreveu e ilustrou sua obra sobre São Paulo dos primeiros séculos: No tempo dos bandeirantes. Publicado pela primeira vez em 1939, pelo Departamento de Cultura da Prefeitura Municipal de São Paulo, o livro é um ensaio histórico que detalha com riqueza o cotidiano dos antigos moradores da São Paulo, dos séculos XVI até o XVIII. O cartunista descreve e ilustra a vida dos bandeirantes, seus hábitos, crenças, suas maneiras de encarar a coisa pública, a coisa privada, além dos objetos, armas, utensílios, vestes, os ornamentos, as moradias, o que comiam, entre tantos outros pontos na vida daquelas pessoas.
Três anos após a Segunda Guerra Mundial, após seu falecimento em consequência  de tuberculose, foi publicado o livro Caricatura dos Tempos, republicado pela Editora Melhoramentos em 1982. As caricaturas reunidas nesse livro permanecem até hoje exemplares das relações internacionais do período entre 1936 e 1946, tendo sido traduzido para diversos países da América Latina.
Em janeiro de 1945, às vésperas da rendição alemã, Joseph Goebbels, em uma das derradeiras transmissões pela Rádio de Berlim, atacava o conteúdo do livro de charges estrangeiro:
| “ | Certamente o artista foi pago pelos aliados ingleses e norte-americanos. | ” |

Belmonte havia publicado ao menos 450 ilustrações satirizando Hitler e os nazistas. Além de álbuns de caricatura, escreveu também crônicas e contos humorísticos (Ideias de João Ninguém, 1935) e estudos históricos (No tempo dos bandeirantes; Brasil de outrora; Costumes da América Latina). Foi um dos melhores ilustradores das obras infantis de Monteiro Lobato.

## Morte
Belmonte morreu em 19 de abril de 1947, aos 50 anos, vitimado pela tuberculose, no Hospital São Lucas, em São Paulo. O seu corpo foi sepultado no Cemitério São Paulo.

## Publicações
Álbuns de caricaturas
- Angústias de Juca Pato (1926, Casa Editora Rochêa)[6]
- Meu amor! Adoro-te! (O amor através dos séculos) (1926, Edição de Frou-frou)
- No reino da confusão (1939, Edição da Folha da Manhã)
- Música, maestro! (1940, Edição da Folha da Manhã)
- A guerra do Juca (1941, Edição do Autor)
- Caricatura dos Tempos (1948, publicação póstuma, Edições Melhoramentos – "As mais interessantes 'charges' de Belmonte sobre os acontecimentos internacionais de 1936 a 1946, principalmente sobre os motivos da última Guerra Mundial"[7])
- Nada de Novo (1949, publicação póstuma com desenhos modificados por sua filha Laís Belmonte, Edição da Folha da Manhã)

Livros de História
- No tempo dos Bandeirantes (1939, Departamento de Cultura da Prefeitura Municipal de São Paulo)

Livros infantis
- A cidade de Ouro (1940, Companhia Editora Nacional)

Crônicas humorísticas
- Ideias de João Ninguém (1935, José Olympio Editoria)
- Assim falou Juca Pato (Aspectos Divertidos de Uma Confusão Dramática) (1933, Companhia Editora Nacional)

Álbuns comemorativos
- Belmonte Presente (1978, Secretaria da Cultura Ciência e Tecnologia - DACH - Comissão de Artes Plásticas - MASP)
- Belmonte 100 anos (1996, Editora Senac)